# Crisicoccus melaleucae
Crisicoccus melaleucae är en insektsart som beskrevs av Williams 1985. Crisicoccus melaleucae ingår i släktet Crisicoccus och familjen ullsköldlöss. Inga underarter finns listade i Catalogue of Life.